# 太伏中学事件
太伏中學事件，是指2017年4月1日四川省泸州市泸县太伏中学学生赵鑫非正常死亡後，所引起的一系列民众对政府的不信任、警民对持事件。最终警方调查，排除他杀。

## 死者身份
死者赵鑫为泸县太伏镇照南山村人，生于2002年12月，生前就读于太伏镇太伏中学八年级（初二），为学校住宿生。赵鑫父母已离异，父亲拥有赵鑫监护权，但在贵州省务工。赵鑫由祖父母照料，祖父母均为当地农民。

## 官方通报
2017年4月7日，四川泸州市委市政府召开媒体见面会,通报泸县太伏中学学生死亡事件的相关情况。出席本次媒体见面会的有中共泸州市委书记蒋辅义，泸州市政府副市长、市公安局局长何绍明，事件调查技术负责人、省公安厅刑侦局刑事技术处处长王庆红，泸州市委宣传部副部长、政府新闻办主任魏仁泉，泸州市教育局局长黄辉，泸州市公安局网监支队支队长 李红兵。会议由泸州市委政法委书记封安主持。泸州市副市长、公安局局长何绍明在会上介绍了公安机关相关调查情况，并且表示，通过省市县三级技术人员的现场勘察、尸体检验、物证鉴定，结合对赵鑫的老师、同学、室友、保安、小卖部等人员的大范围深入细致的调查，可以确认：赵鑫的损伤为高坠伤，无其他暴力加害形成的损伤，可以排除他杀。

## 事件经过

### 4月1日
1日6点20分，泸县公安局太伏镇派出所接报：太伏镇太伏街太伏中学男生宿舍楼外发现一无动静的卧地男性。派出所出警后，通知120救治，并通知相关人员进行现场勘验。

### 4月3日
4月5日报道，可见在太伏中学外有大量人群聚集，与官方人员对峙。当地政府派出警察、特警进驻维稳。

### 4月4日
赵鑫家属同意尸检，启动尸检程序。

### 4月5日
4月5日报道，当地事态已逐步平息。同时，太伏镇工作人员对记者表示，赵鑫家属反悔，已拒绝尸检。

### 4月6日
赵鑫家属同意尸检，当天完成尸检。

### 4月7日
中共泸州市委、泸州市人民政府召开媒体见面会，通报事件相关情况。

## 争议
四川省公安厅网络安全保卫总队指，该事件发生后曾出现法轮功背景媒体（如新唐人电视台、博讯网）和美国联邦政府所资助的美国之音介入造谣生事的情况，并称成都四十九中事件中境外媒体的造谣和宣传套路与太伏中学事件一致。

## 类似事件
- 瓮安骚乱，2008年发生于贵州省瓮安县，因女学生死亡争议引起，最终引发社会骚乱，导致中共瓮安县委大楼被烧毁。
- 2015年贵州毕节儿童死亡事件，留守儿童自杀、谋杀事件。
- 江油未成年人欺凌风波，2025年发生于四川省江油市的未成年人欺凌案